# Gare d'Ors
La gare d'Ors est une gare ferroviaire française de la ligne de Creil à Jeumont, située sur le territoire de la commune d'Ors dans le département du Nord, en région Hauts-de-France.
C'est une halte voyageurs de la Société nationale des chemins de fer français (SNCF) desservie par des trains TER Hauts-de-France.

## Situation ferroviaire
Établie à 143 mètres d'altitude, la gare d'Ors est située au point kilométrique (PK) 196,506 de la ligne de Creil à Jeumont, entre les gares du Cateau et de Landrecies.

## Service des voyageurs

### Accueil
Halte SNCF, c'est un point d'arrêt non géré (PANG) à entrée libre.

### Desserte
Ors est desservie par des trains TER Hauts-de-France qui effectuent des missions entre les gares de Busigny et de Maubeuge, ou Jeumont.

### Intermodalité
Le stationnement des véhicules est possible à proximité.